# أنجي ميلر
أنجي ميلر (بالإنجليزية: Angie Miller) هي مغنية ويوتيوبية وعازفة بيانو أمريكية، ولدت في 17 فبراير 1994 في بيفرلي في الولايات المتحدة.

## وصلات خارجية
- الموقع الرسمي
- أنجي ميلر على موقع IMDb (الإنجليزية)
- أنجي ميلر على موقع ميوزك برينز (الإنجليزية)